# John Franklin Miller (sénateur)
Pour les articles homonymes, voir John Franklin Miller (maire de Seattle), John Miller et Miller.
John Franklin Miller (1831-1886) est un juriste, homme d'affaires, et général de l'armée de l'Union pendant la Guerre civile américaine. Il a été sénateur républicain de la Californie de 1881 jusqu'à sa mort. Il a introduit des lois luttant contre l'immigration en Californie.